# Lamta (Tunísia)

Escut de Lamta

Lamta (àrab: لمطة, Lamṭa) és una ciutat costanera del Sahel tunisià, entre Monastir, al nord (a uns 14 km), i Mahdia, al sud (a uns 28 km), a la governació de Monastir, dins de la delegació de Sayada-Lamta-Bou Hjar, de la que n'és capital. El 2004 tenia 5.408 habitants, i rang de municipalitat des del 8 d'abril de 1985. Les municipalitats limítrofes són Sayada, al sud, Bouhjar i Ksar Hellal, a l'oest, i Ksibet el-Médiouni, al nord. A Lamta s'hi celebra cada any el festival de la bsissa.

## Història
La història de la ciutat remunta a l'Antiguitat, quan duia el nom de Leptis Minor per distingir-la de Leptis Magna, situada a la Tripolitana (actual Líbia). Leptis Minor, igualment ortografiada Leptiminus o Leptis Minus, fou en origen una aglomeració líbica sotmesa a influències púniques. Fou escollida pels cartaginesos com a estació a la conca mediterrània a la vista de les característiques d'aquesta ciutat i del que representava en termes de seguretat i d'emplaçament estratègic per als seus vaixells. Això va portar a la seva transformació en un centre comercial important. És esmentada per primera vegada al segle iv aC al Periple de Pseudoscylax.
La ciutat continuà sent cèlebre pel seu paper en diversos esdeveniments de la Tunísia antiga:
- El 237 aC Amílcar Barca guanya prop seu una important victòria sobre els mercenaris que, sota les ordres de Mató, s'havien revoltat contra Cartago al final de la Primera Guerra Púnica.[2]
- El 203 aC, durant la Segona Guerra Púnica, Hanníbal Barca, de tornada de la campanya d'Itàlia on havia guanyat les seves fulgurants victòries de Trasimè i de Cannes, hi va desembarcar abans de recuperar Adrumetum i lliurar la seva última batalla a Zama contra les tropes d'Escipió l'Africà.[3]
- En el transcurs de la Tercera Guerra Púnica, Leptis Minor fou una de les set ciutats púniques que es van aliar amb Roma contra Cartago. Després de la destrucció d'aquesta última el 146 aC, victoriosos i amos de la província de l'Àfrica, els romans atorgaren a aquesta ciutat l'estatut de civitas libera i immunis («ciutat lliure i exempta d'impostos»).[4]

L'abast estratègic d'aquesta ciutat va quedar de nou subratllat per les peripècies de la Guerra Civil romana del 47-46 aC. En aquesta data, Leptis Minor s'alià amb Juli Cèsar contra els pompeians abans de la cèlebre batalla de Tapsos. Després de la derrota dels republicans, els regnes númides foren annexats per Roma per formar la província d'Africa Nova (‘Nova Àfrica’), en substitució de la primera província romana, Africa Vetus (‘Africa Antiga’).
L'ascensió d'aquesta ciutat fou confirmada per la seva promoció relativament precoç, respecte a d'altres ciutats africanes, al rang de colònia per l'emperador romà Trajà al començament del segle ii. Aquesta ciutat, fortament romanitzada, conegué llavors la implantació d'un gran nombre de ciutadans romans d'origen itàlic i la barreja de diferents poblacions. Un altre signe d'aquesta integració a l'imperi romà és la taxa relativament alta en les estadístiques dels militars d'origen local que serviren en la tercera legió al segle ii. La importància politicoeconòmica d'aquesta ciutat es veu també en el fet que és, al segle iii, cap de districte d'una regió comunal dita «regio leptiminesis». D'altra banda, l'epigrafia indica que el culte imperial hi era practicat i que Bacus i Venus estaven entre les divinitats venerades en aquesta ciutat.
Aquest port obert als corrents comercials, humans i culturals fou un lloc frontissa entre la conca mediterrània i el seu propi rerepaís. Els intercanvis comercials molt actius afavoriren d'altra banda la implantació de comerciants estrangers i d'agències bancàries i de serveis per facilitar les transaccions. En aquest context, se sap que aquesta ciutat fou autoritzada a encunyar moneda. Aquests intercanvis portaren també influències religioses estrangeres i sobretot orientals. Així, la religió cristiana hi és mencionada des de mitjan segle iii. A partir d'aquesta època, aquesta ciutat és representada amb bisbes en diferents concilis de l'Església Catòlica Romana el 256, 411, 484 i 641. Conegué igualment el gran conflicte que esquinça el cristianisme africà, ja que figuren en les llistes dels participants a aquests concilis bisbes catòlics però també donatistes. En el moment de la conquesta romana d'Orient el 533, l'exèrcit dirigit pel general Belisari passà per la ciutat dirigint-se cap a Cartago. La importància politico-estratègica de Leptis Minor és de nou subratllada per la seva tria com a seu del comandament militar romà d'Orient a la Bizacena i la seva dotació amb importants fortaleses.
Després de la conquesta islàmica, sota el regnat dels aglàbides, la ciutat es va dotar el 859 d'un dels més antics ribats que es coneixen de tota la costa africana. Aquest ribat fou probablement construït sobre les ruïnes d'una fortalesa romana d'Orient. El geògraf àrab al-Idrissí l'esmenta al segle xii sota el nom de Qasr Lamta.
El ribat de Lamta, del qual només el primer nivell està bastant ben conservat, fou construït amb pedres de talla i amb còdols; és un recinte quadrat de 36,20 metres de costat amb torres d'angle circulars a l'extrem de les quals un porxo precedeix a la porta d'entrada. Un segle més tard, el viatger àrab at-Tijaní esmenta Lamta entre les ciutats i pobles del Sahel.

## Patrimoni

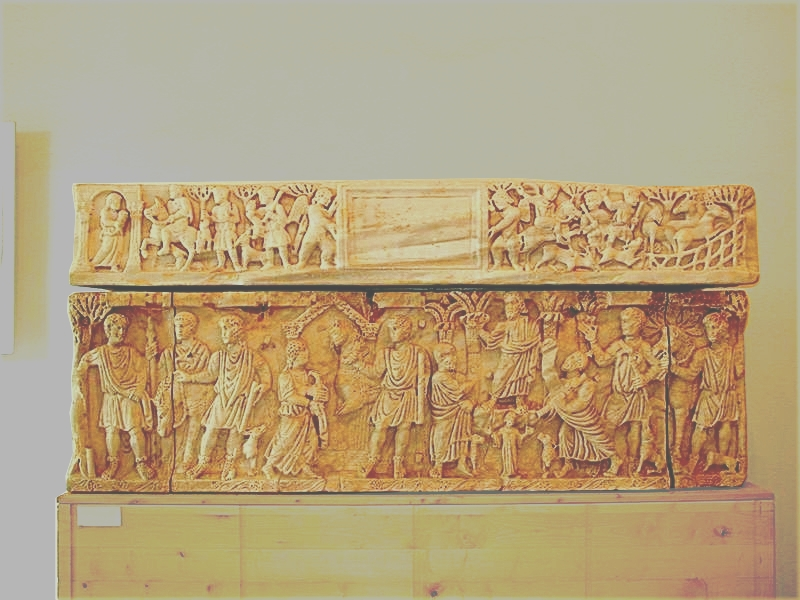
Sarcòfag exposat al Museu arqueològic de Lamta

Coneguda per alguns passatges de Polibi i del Bellum africanum, la seva història púnica està testificada per dades arqueològiques subministrades per una vasta necròpolis situada al nord de Lamta. El seu període romà, més ben conegut, està testificat per diferents vestigis exposats al Museu Arqueològic de Lamta, inaugurat el 1992, així com al Museu Nacional del Bardo. Entre aquests vestigis destaca un mosaic del segle iii que representa Apol·lo, les nou muses i les quatre estacions.
Però la principal resta continua sent, sens dubte, el sarcòfag cristià descobert el 1975 entre Sayada i Ksar Hellal, que constitueix una obra d'art única a Tunísia tant per la seva bellesa com pel seu estat de conservació.

## Administració
Forma una municipalitat o baladiyya, amb codi geogràfic 32 39 (ISO 3166-2:TN-12).
Al mateix temps, constitueix un sector o imada, amb codi geogràfic 32 63 53, de la delegació o mutamadiyya de Sayada-Lamta-Bou Hjar (32 63).